# Habanera (Arie)

Das Eröffnungsthema

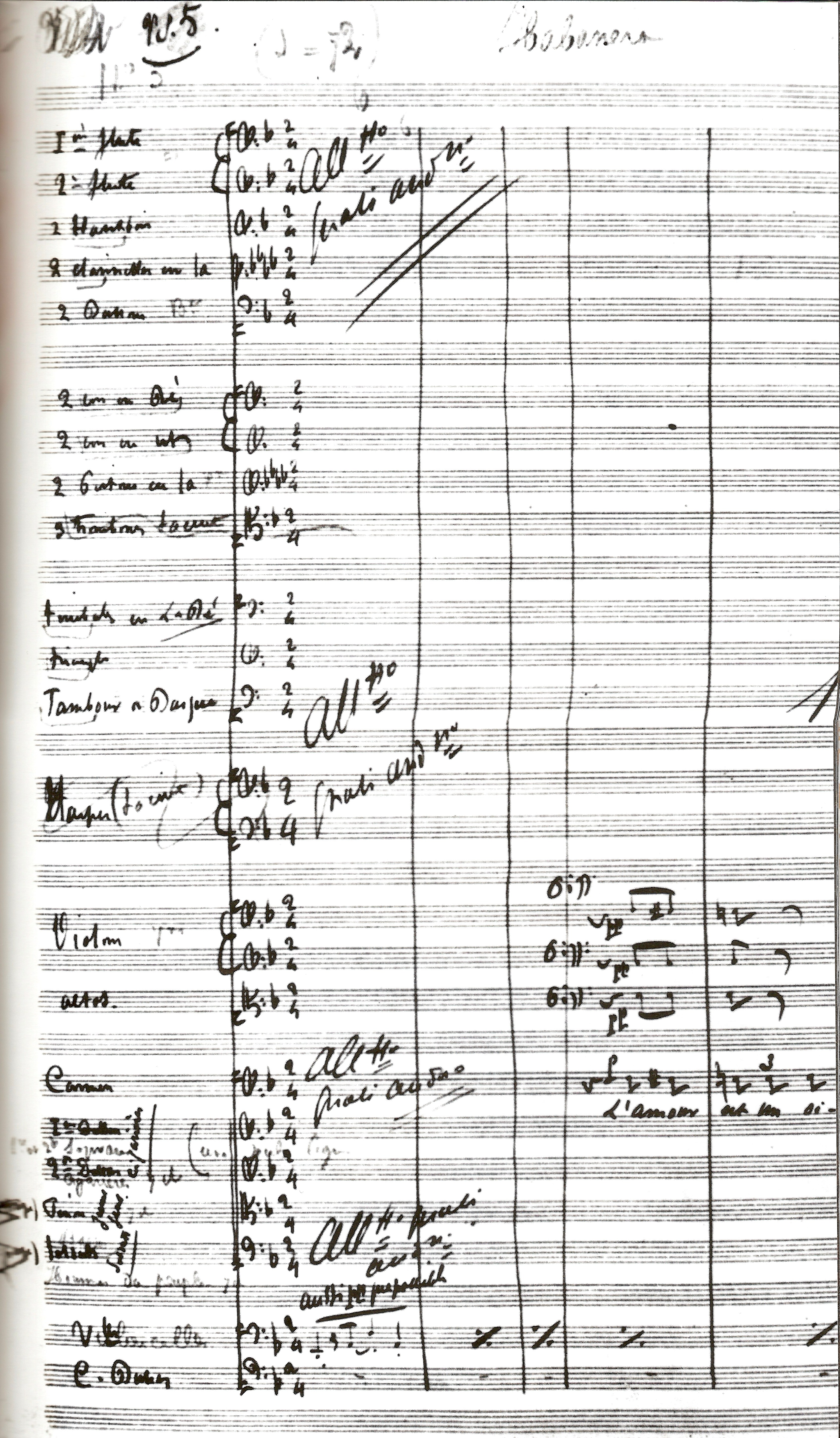
Manuskript der Habanera aus dem 1. Akt (L’amour est un oiseau rebelle)

Habanera, oder L’amour est un oiseau rebelle (dt. Die Liebe ist ein wilder Vogel), ist der Name einer bekannten Arie aus Carmen, einer Oper von Georges Bizet. Die Uraufführung fand am 3. März 1875 in der Opéra-Comique in Paris statt. Das Libretto der Oper stammt von Henri Meilhac und Ludovic Halévy, wobei der Text der Arie von Georges Bizet selbst verfasst wurde. Die Habanera-Arie basiert auf El Arreglito von Sebastián de Yradier und erfreut sich auch außerhalb der Opern-Welt großer Beliebtheit. Die Arie wird im 1. Akt von der Titelfigur, der Zigeunerin Carmen (Mezzosopran), gesungen, sie bringt darin ihre Gleichgültigkeit gegenüber den Liebesbeteuerungen und Annäherungsversuchen ihrer zahlreichen Verehrer zum Ausdruck.

## Musikalischer Aufbau
Carmens Habanera ist für eine Mezzosopranstimme geschrieben. Die ersten 19, beziehungsweise 16, Takte mit der markanten chromatisch absteigenden Melodielinie der beiden Strophen erklingen in d-Moll, die folgenden in D-Dur. Das Taktmaß sind langsame 2⁄4. Bizet gibt die Tempobezeichnung Allegretto quasi Andantino vor und als Wert für das Metronom  = 72 an. Die Viertelnote soll also mit 72 Schlägen pro Minute gespielt werden. Die Arie dauert mit ihren 120 Takten je nach Interpretation daher zwischen dreieinhalb und viereinhalb Minuten. Die musikalische Tonstärke beginnt zunächst mit einem äußerst leisen  (pianissimo) und steigert sich am Ende zu einem triumphierenden  (fortissimo) im Schlussakkord.

## Text (Auszug)
Französisch:

L’amour est un oiseau rebelle

que nul ne peut apprivoiser,

et c’est bien en vain qu’on l’appelle,

s’il lui convient de refuser.

Rien n’y fait, menace ou prière,

l’un parle bien, l’autre se tait:

Et c’est l’autre que je préfère,

Il n’a rien dit mais il me plaît.

L’amour! L’amour! L’amour! L’amour!
Deutsch

Die Liebe ist ein wilder Vogel

den kein Mensch jemals zähmen kann,

ganz umsonst wirst du ihn rufen,

er löst sich stets aus deinem Bann.

Kein Schmeicheln hilft und keine Wut,

der Eine spricht, der Andere schweigt:

es ist der Andere den ich bevorzuge,

er sagte nichts, doch gefällt er mir.

Liebe! Liebe! Liebe! Liebe!

## Bearbeitungen
Georges Bizet verwandte die Melodie der Habanera auch konzertant in seiner zweiten Carmen-Suite für Orchester. Darüber hinaus wurde das Stück von vielen Künstlern adaptiert, bearbeitet und transkribiert, so auch von Friedrich Hollaender, der 1931 in seinem satirischen Couplet An allem sind die Juden schuld für die Berliner Kabarettistin Annemarie Hase die Melodie der Habanera nutzt.